# Lien de subordination en droit du travail français
Le lien de subordination est un des trois éléments caractéristiques du contrat de travail avec la fourniture d'un travail et sa contrepartie, la rémunération. C'est l'élément distinctif qui permet la distinction entre le contrat de travail et les autres contrats : contrat d'entreprise, de location, mandat, etc.
Quel que soit le type de contrat de travail, le lien de subordination existe dès qu'une personne, l'employeur, peut exercer son pouvoir de direction sur une autre personne, l'employé. Cette autorité comprend le pouvoir de donner des directives, le pouvoir d'en contrôler l'exécution et le pouvoir d'en sanctionner la mauvaise exécution. Il doit pouvoir s'exercer à tout moment mais pas nécessairement de manière étroite et ininterrompue. Il suffit donc que ce pouvoir de direction ou pouvoir de subordination soit au moins potentiel, l'employeur ayant à tout moment le pouvoir exercé ou non, de donner des ordres et de surveiller leur exécution. Cela signifie qu'en cas de mauvaise exécution des ordres, le salarié s’expose à une sanction, qui va de l'avertissement au licenciement. Étant la conséquence du lien de subordination, la sanction est ainsi le propre du contrat de travail salarié.

## Définition
Une définition a été donnée par la cour de cassation :

« Le lien de subordination est caractérisé par l'exécution d'un travail sous l'autorité de l'employeur qui a le pouvoir de donner des ordres et des directives, d'en contrôler l'exécution et de sanctionner les manquements de son subordonné. Le travail au sein d'un service organisé peut constituer un indice du lien de subordination lorsque l'employeur détermine unilatéralement les conditions d'exécution du travail. »

## Pouvoirs des juges
Le juge n’est pas lié par la qualification du contrat :

"la seule volonté des parties [est] impuissante à soustraire [le salarié] au statut social qui découle nécessairement des conditions d’accomplissement de son travail"
"L’existence d’une relation de travail salarié ne dépend ni de la volonté exprimée par les parties ni de la dénomination qu’elles ont données à leur convention, mais des conditions de fait dans lesquelles est exercée l’activité des travailleurs".
""La qualification du contrat de travail ne dépend ni de la volonté exprimée par les parties, ni de la dénomination de leur convention, mais des conditions dans lesquelles la prestation de travail est fournie."

Lorsque le lien de subordination juridique manque dans l'exécution d'un contrat de travail, on peut considérer qu'il y a délit de marchandage.
Il est à noter l'arrêt de la Cour de Cassation du 28 novembre 2018 qui institue le lien de subordination entre la "plateforme de travail collaboratif" Take Eat Easy et ses livreurs à vélo (souvent micro-entrepreneurs), ce qui constitue un précédent notable en matière de droit du travail pour les travailleurs de ces plateformes. Cette décision a bouleversé le modèle économique des plateformes numériques.